# Region Kivalliq
Kivalliq (in. ᑭᕙᓪᓕᖅ) – region w kanadyjskim terytorium Nunavut. Siedziba władz znajduje się w Rankin Inlet. Większość ludności regionu stanowią Inuici. W danych kanadyjskiego Urzędu Statystycznego region znajduje się pod nazwą Region Keewatin (jest to nazwa sprzed 1999 roku, kiedy obszar ten stanowił część Terytoriów Północno-Zachodnich).
Region ma 8 955 mieszkańców. Język inuktitut jest językiem ojczystym dla 77,8%, angielski dla 20,5%, francuski dla 0,4% mieszkańców (2011).